# Цутия, Рику
Рику Цутия (англ. Riku Tsuchiya; яп. 土 屋 陸; род. 14 декабря 1997 года) — японский конькобежец; серебряный призёр чемпионата мира, серебряный призёр зимних Азиатских игр, чемпион и 11-кратный призёр чемпионата Японии. Выступает за команду "Hakudo".

## Карьера
Рику Цутия начал кататься на коньках в возрасте 10-х лет в Каруидзаве при поддержке его родителей, которые сами занимались конькобежным спортом. С 2011 года он участвовал в соревнованиях средних школ в префектуре Нагано, а с 2014 года принимал участие в чемпионате Японии среди юниоров. В сезоне 2015/16 Цутия дебютировал на взрослом чемпионате Японии и на чемпионате мира среди юниоров. В 2017 году выиграл золотую медаль в командной гонке преследования на чемпионате мира среди юниоров в Хельсинки.
В 2018 году Цутия стал чемпионом Японии в классическом многоборье, а через год занял 2-е место. В том же 2019 году дебютировал на чемпионате мира в классическом многоборье в Калгари. Сезон 2019/20 он провёл успешно. Сначала стал серебряным призёром чемпионата Японии на дистанции 1500 м, следом на двух этапах Кубка мира в Польше и Японии занял 2-е места в командной гонке. Под конец сезона завоевал серебряную медаль в командной гонке на чемпионате мира на отдельных дистанциях в Солт-Лейк-Сити.
На мартовском чемпионате мира в классическом многоборье в Хамаре поднялся на 9-е место. Следующий сезон он провёл в Японии из-за пандемии коронавируса и взял две серебряные медали на чемпионате Японии в забегах на 5000 м и 10 000 м. В сезоне 2021/22 Цутия не попал в тройку призёров на Всеяпонском чемпионате и на олимпийском отборе в декабре 2021 года он занял 6-е место на дистанциях 1500 м и 5000 м, и не смог квалифицироваться на олимпиаду 2022 года. В марте 2022 года начемпионате мира в классическом многоборье занял 6-е место.
В сезоне 2022/23 после 2-го и 3-го места на чемпионате Японии на дистанциях 10 000 м и 5000 м соответственно участвовал на чемпионате мира на отдельных дистанциях в Херенвене, где занял 5-е место в командной гонке, 16-е в забеге на 5000 м и 24-е в масс-старте. В сезоне 2023/24 он стал дважды бронзовым призёром чемпионата Японии на дистанциях 5000 и 10 000 м и серебряным на 5000 м. В январе 2024 года на чемпионате четырёх континентов в Солт-Лейк-Сити завоевал бронзовую медаль в командной гонке и занял 4-е место в беге на 5000 м. 

## Награды
- 2017 год - получил награду за выдающиеся достижения от Ассоциации конькобежцев Нагано, Япония.

## Личная жизнь
Рику Цутия любит посещать горячие источники, кушать десерты.